# Lappeenranta Rajaritarit 2013
Questa voce raccoglie le informazioni riguardanti i Lappeenranta Rajaritarit nelle competizioni ufficiali della stagione 2013.

## II-divisioona 2013

### Stagione regolare
| Lappeenranta 8 giugno 2013, ore 15:00 1ª giornata | Lappeenranta Rajaritarit | 20 – 0 | East City Giants | Lauritsalan kenttä |

| Lahti 16 giugno 2013, ore 13:00 2ª giornata | Lahti Panthers | 0 – 35 | Lappeenranta Rajaritarit | Kisapuiston keinonurmi |

| Helsinki 7 luglio 2013, ore 13:00 4ª giornata | Helsinki Wolverines II | 12 – 9 | Lappeenranta Rajaritarit | Velodromo di Helsinki |

| Lappeenranta 14 luglio 2013, ore 15:00 5ª giornata | Lappeenranta Rajaritarit | 30 – 8 | Mikkeli Bouncers | Lauritsalan kenttä |

| Lappeenranta 21 luglio 2013, ore 15:00 6ª giornata | Lappeenranta Rajaritarit | 27 – 20 | Hanko Sun City | Lauritsalan kenttä |

| Kuopio 27 luglio 2013, ore 15:00 7ª giornata | Kuopio Steelers | 34 – 20 | Lappeenranta Rajaritarit | Väinölänniemen stadion |

### Statistiche di squadra
| Competizione      | %Vittorie | In casa | In casa | In casa | In casa | In casa | In casa | In trasferta | In trasferta | In trasferta | In trasferta | In trasferta | In trasferta | Totale | Totale | Totale | Totale | Totale | Totale |
| Competizione      | %Vittorie | G       | V       | N       | P       | Pf      | Ps      | G            | V            | N            | P            | Pf           | Ps           | G      | V      | N      | P      | Pf     | Ps     |
| ----------------- | --------- | ------- | ------- | ------- | ------- | ------- | ------- | ------------ | ------------ | ------------ | ------------ | ------------ | ------------ | ------ | ------ | ------ | ------ | ------ | ------ |
| Stagione regolare | .667      | 3       | 3       | 0       | 0       | 77      | 28      | 3            | 1            | 0            | 2            | 64           | 46           | 6      | 4      | 0      | 2      | 141    | 74     |
| Totale            | .667      | 3       | 3       | 0       | 0       | 77      | 28      | 3            | 1            | 0            | 2            | 64           | 46           | 6      | 4      | 0      | 2      | 141    | 74     |